# Chẩn đoán hồi cứu
Chẩn đoán hồi cứu (cũng là chẩn đoán sau khi chết) là thực hành xác định bệnh sau khi bệnh nhân tử vong (đôi khi là một nhân vật lịch sử) sử dụng kiến thức, phương pháp và phân loại bệnh hiện đại. Ngoài ra, nó có thể là một nỗ lực chung hơn để đặt một cái tên hiện đại cho một tai họa hoặc bệnh dịch cổ xưa và không rõ ràng.

## Nghiên cứu lịch sử
Chẩn đoán hồi cứu được thực hiện bởi các nhà sử học y tế, nhà sử học nói chung và các phương tiện truyền thông với mức độ học bổng khác nhau. Ở mức tồi tệ nhất, nó có thể trở thành "không hơn một trò chơi, với các quy tắc không rõ ràng và ít uy tín trong học tập". Quá trình này thường yêu cầu "dịch giữa các thế giới ngôn ngữ và khái niệm cách nhau vài thế kỷ", và cho rằng các khái niệm và phạm trù bệnh hiện đại của chúng ta là đặc quyền. Những nỗ lực thô sơ trong chẩn đoán hồi cứu không nhạy cảm với bối cảnh lịch sử, có thể coi các ghi chép lịch sử và tôn giáo là bằng chứng khoa học hoặc gán bệnh lý cho các hành vi không yêu cầu. Sự hiểu biết về lịch sử của bệnh tật có thể được hưởng lợi từ khoa học hiện đại. Ví dụ, kiến thức về các vectơ côn trùng của bệnh sốt rét và sốt vàng có thể được sử dụng để giải thích những thay đổi về mức độ của những bệnh gây ra bởi thoát nước hoặc đô thị hóa trong thời gian lịch sử.
Việc thực hành chẩn đoán hồi cứu đã được áp dụng theo cách nhại lại, trong đó các nhân vật trong tiểu thuyết được "chẩn đoán". Squirrel Nutkin có thể đã mắc hội chứng Tourette  và Tiny Tim có thể bị nhiễm toan ống thận xa (loại I).

## Chẩn đoán sau khi chết
Chẩn đoán sau khi chết được coi là một công cụ nghiên cứu và cũng là một thực hành kiểm soát chất lượng  và nó cho phép đánh giá hiệu suất của các định nghĩa ca lâm sàng.
Thuật ngữ chẩn đoán hồi cứu đôi khi cũng được sử dụng bởi một nhà nghiên cứu bệnh học lâm sàng để mô tả chẩn đoán y khoa ở một người được thực hiện một thời gian sau khi bệnh ban đầu đã khỏi hoặc sau khi chết. Trong những trường hợp như vậy, phân tích mẫu vật lý có thể mang lại chẩn đoán y khoa tự tin. Việc tìm kiếm nguồn gốc của AIDS có liên quan đến chẩn đoán AIDS sau khi chết ở những người đã chết hàng thập kỷ trước khi căn bệnh này lần đầu tiên được xác định. Một ví dụ khác là phân tích mô dây rốn được bảo tồn cho phép chẩn đoán nhiễm cytomegalovirus bẩm sinh ở một bệnh nhân sau đó bị rối loạn hệ thần kinh trung ương.